# 龜板

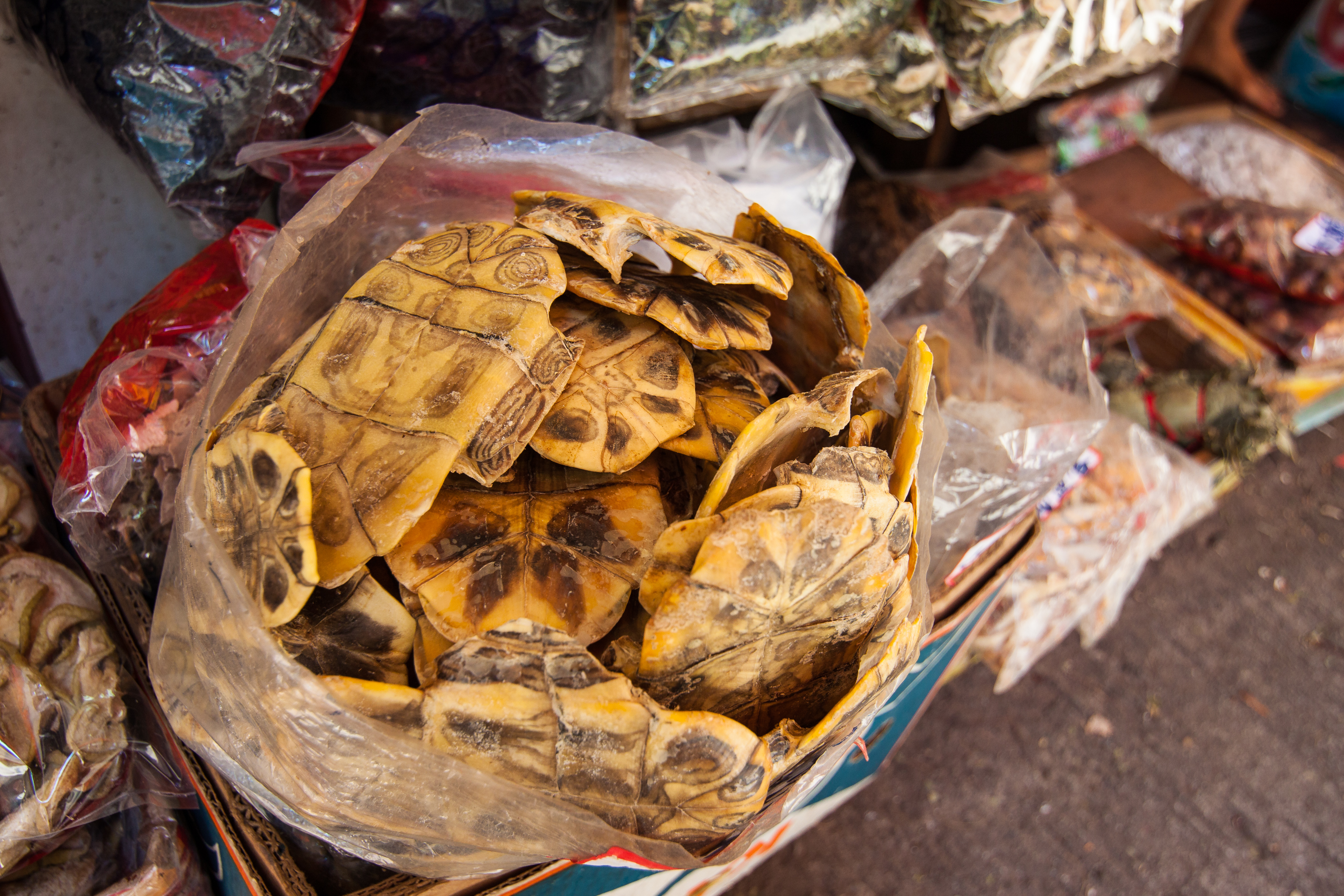
龜板

龜板是龜鱉目動物的腹，甲龜科動物烏龜的甲殼（主要為腹甲），又稱龜甲。龜板是中藥材一種，龜苓膏的主要材料。
性寒味甘。功效為滋補腎陰、補腎；提高白血球數量，增強免疫力。主治頭痛、暈眩、手足震顫、驚悸失眠及月經過多等。
基本上，龜板的選料使用肉食龜或雜食龜是最好，草食龜其次，但現今的肉食龜與雜食龜多為保育動物以及成本的考量，中藥行所售的龜板多為草食龜。

## 成份
動物膠原、脂肪、角蛋白、胺基酸(18種)、鈣、磷、鋅等

## 外部連結
- 龜甲 中藥材圖像數據庫  (香港浸會大學中醫藥學院) （中文）（英文）
- 龜甲 Gui Jia（页面存档备份，存于） 中藥標本數據庫 (香港浸會大學中醫藥學院) （繁體中文）（英文）